# مانوئل اسکوئیول
مانوئل اسکوئیول (انگلیسی: Manuel Esquivel؛ زادهٔ ۲ مهٔ ۱۹۴۰ – ۱۰ فوریهٔ ۲۰۲۲) یک سیاستمدار اهل بلیز بود.

## زندگی شخصی
مانوئل اسکوئیول زمانی که در بریستول مشغول به تحصیل بود، با همسر آینده‌اش کاتلین (کتی) آشنا شد. آنها دارای سه فرزند شدند: دیوید، لورا، و روت. دخترش لورا به عنوان یک کارمند دولتی راه پدرش را دنبال کرد. او به عنوان مشاور شهر بلیز (۲۰۱۲–۲۰۰۶)، مدیر هیئت گردشگری بلیز (۲۰۱۴–۲۰۱۲)، و معاون رئیس هیئت در سفارت بلیز در واشینگتن، دی سی خدمت کرد.
اسکوئیول بین سال‌های ۱۹۹۶ و ۲۰۰۹ دو تصادف رانندگی در بزرگراه غربی داشت و خودرواش واژگون شد. هر دو تصادف به دلیل رطوبت جاده رخ داد. در تصادف اول او فقط جراحات جزئی متحمل شد، اسکوئیول پس از تصادف دوم صورتش تحت عمل جراحی قرار گرفت.
کتی همسر اسکوئیول بیوگرافی او را با عنوان استیل واترز نوشت که در سال ۲۰۲۱ منتشر شد.
اسکوئیول در ۱۰ فوریه ۲۰۲۲ در سن ۸۱ سالگی درگذشت.